# Las chicas de la Cruz Roja
Las chicas de la Cruz Roja és una pel·lícula espanyola dirigida per Rafael J. Salvia i estrenada el 6 de novembre de 1958. El tema musical principal de la pel·lícula, compost per Augusto Algueró, es va fer enormement popular en el seu moment.

## Argument
Julia (Luz Márquez), Paloma (Concha Velasco), Isabel (Mabel Karr) i Marion (Katia Loritz) són quatre amigues de diferent estrat social i amb circumstàncies molt diferents. Però les uneix la seva condició de voluntàries per a recórrer Madrid amb una guardiola recollint donatius per a la Creu Roja el "dia de la bandereta". Les quatre a més, aspiren a assentar una relació sentimental que els permeti poder formar una família.

## Repartiment
- Antonio Casal - Andrés
- Luz Márquez - Julia
- Mabel Karr - Isabel
- Concha Velasco - Paloma
- Tony Leblanc - Pepe
- Katia Loritz - Marion
- Arturo Fernández - Ernesto
- Ricardo Zamora Jr. - León

## Recepció
El crític de cinema Lorenzo Hortelano va considerar-la un dels millors exemples del "benigne, humorístic i nostàlgic" cinema espanyol dels anys cinquanta i seixanta, seguint una narrativa romàntica en un context que "lloa" l'alegria del Madrid "modern" dels anys cinquanta."
A la dècada de 1980, alguns crítics espanyols van desestimar el gènere de la pel·lícula com a "comèdies ximples" que presentaven una visió falsa de la vida espanyola.

## Premis
Medalles del Cercle d'Escriptors Cinematogràfics
| Categoria                  | Pel·lícula      |
| -------------------------- | --------------- |
| Millor fotografia en color | Alejandro Ulloa |